# Kadıköy

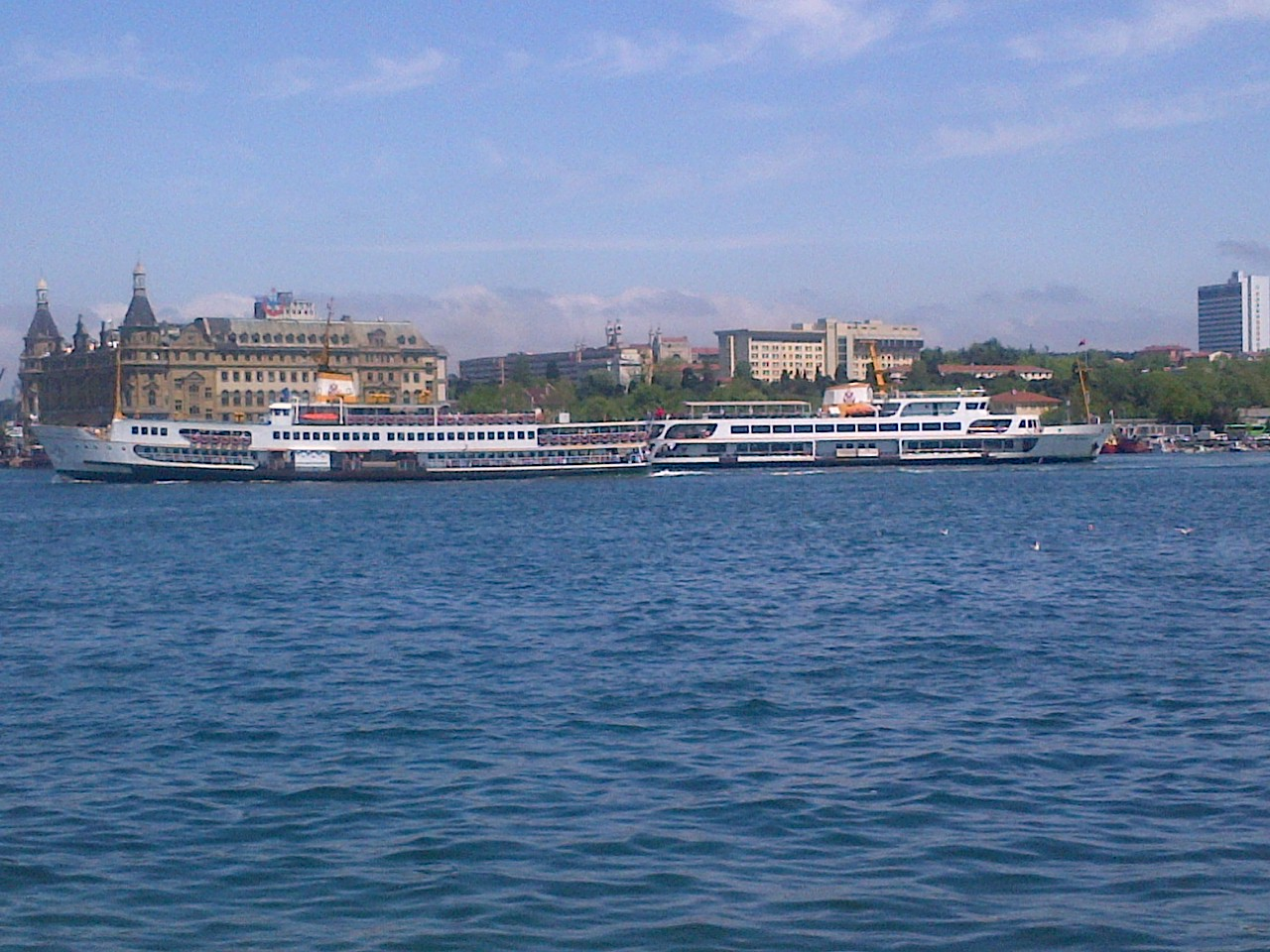
Kadıköy

Kadıköy là một huyện thuộc tỉnh İstanbul, Thổ Nhĩ Kỳ. Huyện có diện tích 40 km² và dân số thời điểm năm 2007 là 744670 người, mật độ 18617 người/km².